# Forbidden Plateau (Antarktika)
Das Forbidden Plateau (englisch für Verbotene Hochebene) ist ein langes und schmales Hochplateau unweit der Danco-Küste des Grahamlands auf der Antarktischen Halbinsel. Es erstreckt sich von der Charlotte Bay südwestwärts bis zur Flandernbucht.
Der Falkland Islands Dependencies Survey (FIDS) kartierte das Plateau anhand von Luftaufnahmen der Hunting Aerosurveys Ltd. aus den Jahren von 1956 bis 1957. Das UK Antarctic Place-Names Committee benannte es 1960 so, weil alle Versuche, das Plateau zu erreichen, fehlgeschlagen waren, bis dies 1957 einer Mannschaft des FIDS gelang.